# Hundtjärnen, Norrbotten
Hundtjärnen är en sjö i Piteå kommun i Norrbotten och ingår i Åbyälvens huvudavrinningsområde.